# Ville par nombre total de passagers dans ses aéroports
Les villes les plus fréquentées au monde par nombre de passagers dans leurs aéroports sont classées en fonction du nombre total de passagers de tous les aéroports dans une ville ou région métropolitaine combinés. Londres, avec six aéroports commerciaux de la région métropolitaine, est la ville la plus fréquentée au monde par nombre de passagers dans ses aéroports, bien que l'aéroport international Hartsfield-Jackson d'Atlanta soit l'aéroport le plus fréquenté individuellement du monde.
| Rang | Aire métropolitaine      | Pays                | Passagers au total | Aéroport(s) concerné(s) |
| ---- | ------------------------ | ------------------- | ------------------ | --- |
| 1.   | Londres                  | Royaume-Uni         | 155 257 467        | Londres-Heathrow, Londres-Gatwick, Londres-Stansted, Londres-Luton, Londres-City, Londres-Southend                                   |
| 2.   | New York                 | États-Unis          | 126 651 526        | New York-John F. Kennedy, Newark-Liberty, New York-LaGuardia, Newburgh-Stewart, Islip (Long Island Mac Arthur), Comté de Westchester |
| 3.   | Tokyo                    | Japon               | 111 439 687        | Tokyo-Haneda, Tokyo-Narita, Chōfu |
| 4.   | Atlanta                  | États-Unis          | 101 491 106        | Atlanta H.-Jackson |
| 5.   | Paris                    | France              | 99 761 998         | Paris-Charles de Gaulle, Paris-Orly, Paris-Beauvais                                                                                  |
| 6.   | Chicago                  | États-Unis          | 99 277 247         | Chicago-O'Hare, Chicago-Midway, Rockford/Chicago                                                                                     |
| 7.   | Shanghai                 | Chine               | 99 189 000         | Shanghai-Pudong, Shanghai-Hongqiao                                                                                                   |
| 8.   | Pékin                    | Chine               | 96 130 390         | Pékin-Capitale, Pékin-Nanyuan |
| 9.   | Los Angeles              | États-Unis          | 95 793 140         | Los Angeles, Long Beach, Burbank-Hollywood, Santa Ana-J. Wayne, Ontario                                                              |
| 10.  | Istanbul                 | Turquie             | 89 435 167         | Istanbul, Istanbul-S. Gökçen |
| 11.  | Dubaï                    | Émirats arabes unis | 88 935 250         | Dubaï, Dubaï Al Maktoum, Charjah |
| 12.  | Bangkok                  | Thaïlande           | 83 206 293         | Bangkok-Suvarnabhumi, Bangkok-Don Muang                                                                                              |
| 13.  | Dallas/Fort Worth        | États-Unis          | 78 671 661         | Dallas-Fort Worth, Dallas-Love Field                                                                                                 |
| 14.  | Miami                    | États-Unis          | 77 557 288         | Miami, Fort Lauderdale-Hollywood, Palm Beach                                                                                         |
| 15.  | Moscou                   | Russie              | 75 285 463         | Moscou-Domodédovo, Moscou Chérémétiévo, Moscou-Vnoukovo                                                                              |
| 16.  | Séoul                    | Corée du Sud        | 72 445 198         | Séoul-Incheon, Séoul-Gimpo |
| 17.  | San Francisco            | États-Unis          | 71 014 239         | San Francisco, Oakland, San José (Californie)                                                                                        |
| 18.  | São Paulo                | Brésil              | 68 715 919         | São Paulo/Guarulhos, São Paulo/Congonhas, São Paulo/Campinas, São Paulo-Campo de Marte (en)                                          |
| 19.  | Hong Kong                | Chine               | 68 488 000         | Hong Kong |
| 20.  | Washington, DC/Baltimore | États-Unis          | 66 669 853         | Washington-Dulles, Washington-Reagan, Baltimore-T. Marshall                                                                          |
| 21.  | Francfort-sur-le-Main    | Allemagne           | 63 697 127         | Francfort, Francfort-Hahn |
| 22.  | Amsterdam                | Pays-Bas            | 58 284 864         | Amsterdam |
| 23.  | Djakarta                 | Indonésie           | 57 000 000         | Djakarta-S.-Hatta, Jakarta-Halim-Perdanakusuma                                                                                       |
| 24.  | Singapour                | Singapour           | 55 448 964         | Singapour-Changi |
| 25.  | Canton                   | Chine               | 55 208 000         | Canton-Baiyun |
| 26.  | Houston                  | États-Unis          | 55 186 568         | Washington-Dulles, Houston-W. P. Hobby                                                                                               |
| 27.  | Denver                   | États-Unis          | 54 014 502         | Denver |
| 28.  | Kuala Lumpur             | Malaisie            | 51 678 211         | Kuala Lumpur, Kuala Lumpur-Subang |
| 29.  | Milan                    | Italie              | 51 657 911         | Milan-Malpensa, Milan-Linate, Bergame-Orio al Serio                                                                                  |
| 30.  | Madrid                   | Espagne             | 46 828 279         | Madrid-Barajas |
| 31.  | Rome                     | Italie              | 46 297 409         | Rome Léonard-de-Vinci/Fiumicino, Rome - G. B. Pastine (Ciampino)                                                                     |
| 32.  | Delhi                    | Inde                | 45 981 773         | Delhi-Indira Gandhi |
| 33.  | Las Vegas                | États-Unis          | 45 389 074         | Las Vegas-Harry-Reid |
| 34.  | Charlotte                | États-Unis          | 44 876 627         | Charlotte-Douglas |
| 35.  | Taipei                   | Taïwan              | 44 580 993         | Taïwan-Taoyuan, Taïpei-Songshan |
| 36.  | Toronto                  | Canada              | 43 436 847         | Toronto (Pearson), Owen Sound |
| 37.  | Phoenix                  | États-Unis          | 43 376 899         | Phoenix-Sky Harbor, Phoenix-Mesa-Gateway                                                                                             |
| 38.  | Seattle                  | États-Unis          | 42 340 537         | Seattle-Tacoma |
| 39.  | Chengdu                  | Chine               | 42 240 000         | Chengdu-Shuangliu |
| 40.  | Barcelone                | Espagne             | 42 191 661         | Barcelone-El Prat, Gérone-Costa Brava, Reus                                                                                          |
| 41.  | Munich                   | Allemagne           | 41 731 856         | Munich-F. J. Strauß, Memmingen |
| 42.  | Orlando                  | États-Unis          | 41 289 459         | Orlando, Orlando-Sanford |
| 43.  | Osaka                    | Japon               | 41 145 843         | Osaka-Kansai, Osaka, Kobe |
| 44.  | Mumbai                   | Inde                | 40 637 377         | Bombay-Chhatrapati-Shivaji |
| 45.  | Shenzhen                 | Chine               | 39 721 800         | Shenzhen-Bao'an |
| 46.  | Sydney                   | Australie           | 39 656 000         | Sydney-K. Smith |
| 47.  | Mexico                   | Mexique             | 39 606 266         | Mexico-B. Juárez, Toluca |
| 48.  | Boston                   | États-Unis          | 39 111 359         | Boston Logan, Manchester (New Hampshire), Providence-T. F. Green                                                                     |
| 49.  | Manille                  | Philippines         | 37 882 193         | Manille-N. Aquino, Clark |
| 50.  | Kunming                  | Chine               | 37 654 000         | Kunming-Changshui |
| 51.  | Düsseldorf/Cologne/Bonn  | Allemagne           | 36 710 143         | Düsseldorf, Cologne/Bonn-K. Adenauer, Dortmund, Weeze                                                                                |
| 52.  | Minneapolis/Saint-Paul   | États-Unis          | 36 582 854         | Minneapolis-Saint-Paul |
| 53.  | Détroit                  | États-Unis          | 33 440 112         | Détroit |
| 54.  | Xi'an                    | Chine               | 32 970 000         | Xi'an-Xianyang |
| 55.  | Melbourne                | Australie           | 32 914 000         | Melbourne-Tullamarine, Melbourne-Avalon                                                                                              |
| 56.  | Chongqing                | Chine               | 32 402 000         | Chongqing-Jiangbei |
| 57.  | Philadelphie             | États-Unis          | 31 444 403         | Philadelphie |
| 58.  | Doha                     | Qatar               | 31 110 000         | Doha-Hamad |
| 59.  | Bogotá                   | Colombie            | 30 566 473         | Bogota-El Dorado, Guaymaral |
| 60.  | Bruxelles                | Belgique            | 30 416 320         | Bruxelles-National, Charleroi Bruxelles-Sud                                                                                          |
| 61.  | Djeddah                  | Arabie saoudite     | 29 785 874         | Djeddah - Roi-Abdelaziz |
| 62.  | Berlin                   | Allemagne           | 29 531 464         | Berlin-Tegel, Berlin-Schönefeld |
| 63.  | Copenhague/Malmö         | Danemark/ Suède     | 29 213 715         | Copenhague-Kastrup, Malmö, Roskilde (en), Ängelholm-Helsingborg                                                                      |
| 64.  | Antalya                  | Turquie             | 28 450 501         | Antalya, Gazipaşa-Alanya |
| 65.  | Hangzhou                 | Chine               | 28 355 000         | Hangzhou-Xiaoshan |
| 66.  | Oslo                     | Norvège             | 27 839 806         | Oslo-Gardermoen, Moss-Rygge, Sandefjord-Torp                                                                                         |
| 67.  | Stockholm                | Suède               | 27 436 693         | Stockholm-Arlanda, Stockholm-Bromma, Stockholm-Skavsta - Nyköping                                                                    |
| 70.  | Rio de Janeiro           | Brésil              | 26 560 426         | Rio de Janeiro/Galeão, Paranaguá |
| 71.  | Saïgon                   | Viêt Nam            | 26 546 475         | Hô Chi Minh Ville (Tân Sơn Nhất) |
| 72.  | Zurich                   | Suisse              | 26 281 228         | Zurich |
| 73.  | Jeju                     | Corée du Sud        | 26 237 562         | Jeju |
| 74.  | Dublin                   | Irlande             | 25 049 335         | Dublin |
| 75.  | Abou Dhabi               | Émirats arabes unis | 24 956 378         | Abou Dabi |
| 76.  | San Diego/Tijuana        | États-Unis/ Mexique | 24 935 055         | San Diego, Tijuana-A. L. Rodríguez                                                                                                   |
| 77.  | Vienne/Bratislava        | Autriche/ Slovaquie | 24 338 064         | Vienne-Schwechat, Bratislava-M. R. Štefánik                                                                                          |
| 78.  | Palma de Mallorca        | Espagne             | 23 745 131         | Palma de Majorque |
| 79.  | Fukuoka                  | Japon               | 23 318 347         | Fukuoka, Kitakyūshū, Saga (en) |
| 80.  | Manchester               | Royaume-Uni         | 23 136 047         | Manchester |
| 81.  | Salt Lake City           | États-Unis          | 22 667 878         | Salt Lake City |
| 82.  | Riyad                    | Arabie saoudite     | 22 300 000         | Riyad-roi Khaled |
| 83.  | Bangalore                | Inde                | 22 187 841         | Bangalore-Kempegowda |
| 84.  | Brisbane                 | Australie           | 21 918 357         | Brisbane |
| 85.  | Buenos Aires             | Argentine           | 21 535 802         | Buenos Aires-J. Newbery, Buenos Aires-Ezeiza, San Fernando, La Plata (Aerodromo Tolosa)                                              |
| 86.  | Sapporo                  | Japon               | 21 018 555         | Shin-Chitose, Sapporo-Okadama (en)                                                                                                   |
| 87.  | Xiamen                   | Chine               | 20 814 244         | Xiamen-Gaoqi |
| 88.  | Téhéran                  | Iran                | 20 758 813         | Téhéran-Mehrabad, Téhéran-Imam-Khomeini                                                                                              |
| 89.  | Vancouver                | Canada              | 20 315 978         | Vancouver |
| 90.  | Lisbonne                 | Portugal            | 20 090 418         | Lisbonne-H. Delgado |

## Statistiques 2012
La liste qui suit est basée sur les informations fournies par le Conseil international des aéroports sur les chiffres préliminaires en année pleine pour le Top 30 des aéroports dans le monde et le Top 50 des aéroports aux États-Unis
| Rang | Région métropolitaine  | Nombre de passagers | Aéroport(s) inclus                                                   |
| ---- | ---------------------- | ------------------- | -------------------------------------------------------------------- |
| 1.   | Londres                | 134 997 486         | Heathrow, Gatwick, Stansted, Luton, City, Southend                   |
| 2.   | New York               | 112 427 757         | JFK, Newark, LaGuardia, comté de Westchester, Long Island, Stewart   |
| 3.   | Tokyo                  | 99 879 178          | Haneda, Narita, Ibaraki                                              |
| 4.   | Atlanta                | 95 462 867          | Hartsfield–Jackson                                                   |
| 5.   | Paris                  | 92 738 772          | Charles-de-Gaulle, Orly, Beauvais, Vatry                             |
| 6.   | Chicago                | 86 356 630          | O'Hare, Midway, Gary, Rockford                                       |
| 7.   | Pékin                  | 85 389 239          | Capital, Nanyuan                                                     |
| 8.   | Los Angeles            | 84 129 635          | LAX, Long Beach, Bob Hope, John Wayne, Ontario                       |
| 9.   | Shanghaï               | 78 708 890          | Pudong, Hongqiao                                                     |
| 10.  | Miami                  | 68 626 693          | Miami, Fort Lauderdale, Palm Beach                                   |
| 11.  | Dallas/Fort Worth      | 66 764 842          | DFW, Love Field                                                      |
| 12.  | Dubaï                  | 65 201 088          | Dubai, Al Maktoum, Charjah                                           |
| 13.  | Washington/Baltimore   | 64 717 998          | Dulles, Reagan, BWI                                                  |
| 14.  | Moscou                 | 63 888 632          | Domodedovo, Sheremetyevo, Vnukovo                                    |
| 15.  | San Francisco          | 62,736,923          | San Francisco, Oakland, San Jose, Charles M. Schulz                  |
| 16.  | Francfort              | 61 013 452          | Frankfurt, Hahn                                                      |
| 17.  | Istanbul               | 59 485 750          | Atatürk, Sabiha-Gökçen                                               |
| 18.  | São Paulo              | 59,016,229          | Guarulhos, Congonhas, Viracopos, Campo de Marte, São José dos Campos |
| 19.  | Bangkok                | 58,985,469          | Suvarnabhumi, Don Mueang                                             |
| 20.  | Séoul                  | 58,583,599          | Incheon, Gimpo                                                       |
| 21.  | Jakarta                | 57,831,462          | Soekarno-Hatta, Halim Perdanakusuma                                  |
| 22.  | Hong Kong              | 56,057,751          | Chek Lap Kok                                                         |
| 23.  | Denver                 | 53,156,278          | Denver                                                               |
| 24.  | Singapour              | 51,181,804          | Changi                                                               |
| 25.  | Amsterdam              | 51,035,590          | Schiphol                                                             |
| 26.  | Houston                | 50,326,484          | George Bush, Hobby                                                   |
| 27.  | Canton                 | 48,731,462          | Baiyun, Foshan                                                       |
| 28.  | Madrid                 | 45,224,305          | Barajas, Torrejón, Cuatro Vientos                                    |
| 29.  | Phoenix                | 41 808 611          | Sky Harbor, Mesa Gateway                                             |
| 30.  | Rome                   | 41,478,287          | Fiumicino, Ciampino                                                  |
| 31.  | Kuala Lumpur           | 41,330,380          | Kuala Lumpur, Subang                                                 |
| 32.  | Charlotte              | 41,228,372          | Douglas                                                              |
| 33.  | Las Vegas              | 40,799,830          | McCarran                                                             |
| 34.  | Munich                 | 39 227 979          | Munich, Memmingen                                                    |
| 35.  | Barcelone              | 38,927,906          | Barcelona, Girona-Costa Brava, Reus, Sabadell, Lleida-Alguaire       |
| 36.  | Toronto                | 37,163,947          | Pearson, Billy-Bishop, Hamilton                                      |
| 37.  | Sydney                 | 36,920,000          | Kingsford Smith                                                      |
| 38.  | Milan                  | 36,657,911          | Malpensa, Linate, Bergamo                                            |
| 39.  | Orlando                | 36 525 430          | Orlando, Sanford                                                     |
| 40.  | Boston                 | 36,116,165          | Boston-Logan, Manchester-Boston, T. F. Green, Worcester              |
| 41.  | Delhi                  | 35,881,965          | Indira Gandhi                                                        |
| 42.  | Minneapolis/Saint-Paul | 33,170,960          | Minneapolis-Saint Paul                                               |
| 43.  | Taipei                 | 33,095,525          | Taoyuan, Songshan                                                    |
| 44.  | Manille                | 32,867,885          | Manila, Clark                                                        |
| 45.  | Osaka                  | 32,793,277          | Kansai, Itami, Kobe                                                  |
| 46.  | Seattle                | 32,467,007          | Seattle-Tacoma                                                       |
| 47.  | Détroit                | 32,406,159          | Metro                                                                |
| 48.  | Chengdu                | 31,595,130          | Shuangliu                                                            |
| 49.  | Philadelphie           | 30 839 175          | Philadelphie                                                         |
| 50.  | Bombay                 | 30,747,841          | Chhatrapati Shivaji                                                  |
| 51.  | Mexico                 | 30,463,967          | Benito Juárez, Toluca                                                |
| 52.  | Shenzhen               | 29,569,725          | Bao'an                                                               |
| 53.  | Melbourne              | 29,297,387          | Tullamarine, Avalon, Essendon, Moorabbin                             |
| 54.  | Rio de Janeiro         | 26,498,600          | Galeão, Santos Dumont                                                |
| 55.  | Copenhague/Malmö       | 25,873,527          | Copenhague, Malmö, Roskilde, Ängelholm-Helsingborg                   |
| 56.  | Bogota                 | 25,525,873          | Eldorado, Guaymaral                                                  |
| 57.  | Oslo                   | 25,518,536          | Gardermoen, Rygge, Torp                                              |
| 58.  | Bruxelles              | 25,487,759          | Bruxelles-National, Charleroi-Bruxelles-Sud                          |
| 59.  | Berlin                 | 25,261,477          | Tegel, Schönefeld                                                    |
| 60.  | Antalya                | 24,993,667          | Antalya                                                              |
| 61.  | Zurich                 | 24,802,466          | Kloten                                                               |
| 62.  | Stockholm              | 24,452,326          | Arlanda, Bromma, Skavsta, Västerås,                                  |
| 63.  | Manchester             | 20,895,385          | Manchester                                                           |

## Chiffres de 2010
La liste suivante est basée sur deux listes compilées par le Centre de CAPA pour l'aviation basés sur les données Conseil international des aéroports, un classement des villes avec plusieurs aéroports et l'autre classement des aéroports seul.
| Rang | Région métropolitaine | Nombre de passagers | Aéroport(s) inclus                                                   |
| ---- | --------------------- | ------------------- | -------------------------------------------------------------------- |
| 1.   | Londres               | 127 353 419         | Heathrow, Gatwick, Stansted, Luton, City, Southend                   |
| 2.   | New York              | 107 586 717         | JFK, Newark, LaGuardia, Westchester County, Long Island, Stewart     |
| 3.   | Tokyo                 | 98 024 708          | Haneda, Narita                                                       |
| 4.   | Atlanta               | 89 331 622          | Hartsfield–Jackson                                                   |
| 5.   | Paris                 | 86 203 669          | Charles-de-Gaulle, Orly, Beauvais-Tillé                              |
| 6.   | Chicago               | 84 302 427          | O'Hare, Midway, Gary                                                 |
| 7.   | Los Angeles           | 79 981 524          | LAX, Long Beach, Bob Hope, John Wayne, Ontario                       |
| 8.   | Pékin                 | 76 171 801          | Capital, Nanyuan,                                                    |
| 9.   | Shanghai              | 71 684 808          | Pudong, Hongqiao                                                     |
| 10.  | Dallas/Fort Worth     | 64 867 419          | DFW, Love Field                                                      |
| 11.  | Miami                 | 63 998 275          | Miami, Fort Lauderdale, Palm Beach                                   |
| 12.  | Washington/Baltimore  | 63,633,817          | Dulles, Reagan, BWI                                                  |
| 13.  | Baie de San Francisco | 56 905 161          | San Francisco, Oakland, San Jose, Charles M. Schulz                  |
| 14.  | Frankfurt             | 56 172 796          | Frankfurt, Hahn                                                      |
| 15.  | Dubaï                 | 53 487 326          | Dubai, Charjah                                                       |
| 16.  | Denver                | 52 211 242          | Denver                                                               |
| 17.  | Séoul                 | 51044826            | Incheon, Gimpo                                                       |
| 18.  | Moscou                | 50,958,643          | Domodedovo, Sheremetyevo, Vnukovo                                    |
| 19.  | Hong Kong             | 50,410,819          | Chek Lap Kok                                                         |
| 20.  | Madrid                | 49,786,202          | Barajas                                                              |
| 21.  | Houston               | 49,533,570          | George Bush, Hobby                                                   |
| 22.  | São Paulo             | 48,224,873          | Guarulhos, Congonhas, Viracopos, Campo de Marte, São José dos Campos |
| 23.  | Amsterdam             | 45,211,749          | Schiphol                                                             |
| 24.  | Bangkok               | 44,262,347          | Suvarnabhumi, Don Mueang                                             |
| 25.  | Jakarta               | 43,981,022          | Soekarno-Hatta                                                       |
| 26.  | Istanbul              | 43,350,029          | Atatürk, Sabiha Gökçen                                               |
| 27.  | Singapour             | 42,038,777          | Changi                                                               |
| 28.  | Guangzhou             | 40,975,253          | Baiyun                                                               |
| 29.  | Rome                  | 40,486,202          | Fiumicino, Ciampino                                                  |
| 30.  | Phoenix               | 39 464 409          | Sky Harbor, Mesa Gateway                                             |
| 31.  | Barcelone             | 38,768,886          | Barcelona, Girona-Costa Brava, Reus, Sabadell, Lleida-Alguaire       |
| 32.  | Las Vegas             | 39 397 359          | McCarran                                                             |
| 33.  | Charlotte             | 38 143 078          | Douglas                                                              |
| 34.  | Sydney                | 35 992 164          | Sydney                                                               |
| 35.  | Orlando               | 35 775 107          | Orlando, Sanford                                                     |
| 36.  | Boston                | 35 704 493          | Boston-Logan, Manchester-Boston, T. F. Green, Worcester              |
| 37.  | Kuala Lumpur          | 35,205,636          | Kuala Lumpur, LCCT Subang                                            |
| 38.  | Milan                 | 34,670,437          | Malpensa, Linate, Bergamo                                            |
| 39.  | Munich                | 34 598 634          | Munich                                                               |
| 40.  | Toronto               | 33 452 851          | Pearson, Toronto Island, Hamilton                                    |